# Antaninarenina
Antaninarenina è una città e comune del Madagascar situata nel distretto di Befotaka, regione di Atsimo-Atsinanana. 
La popolazione del comune rilevata nel censimento 2001 era pari a 3 012 unità.